# Nugat (Musiker)

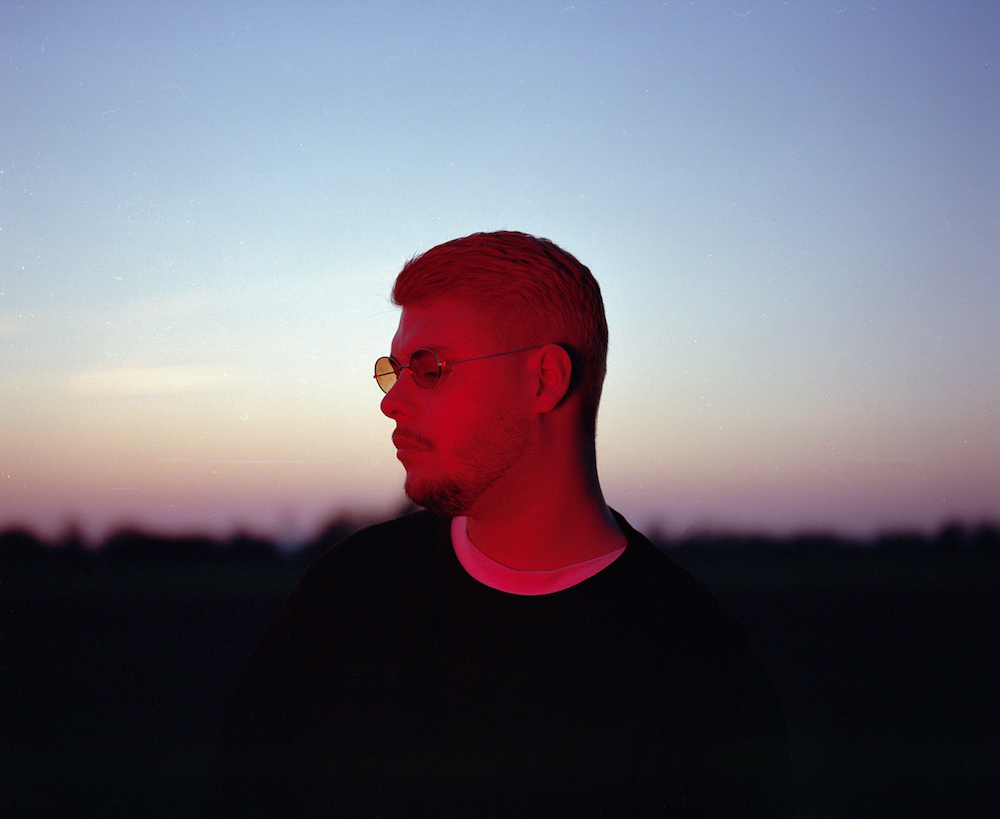
Nugat, 2019

Nugat (* 2. Oktober 1997 im Emsland) ist der Künstlername eines deutschen Sängers und Musikproduzenten.

## Biografie
Der aus einer niedersächsischen Kleinstadt stammende Nugat ist halbungarischer Abstammung und veröffentlichte Anfang 2015 seine erste EP Beats x Beer x Green. Im Juni 2016 trat er bei einer Abiturfeier im emsländischen Lingen mit dem Hip-Hop-Künstler Füffi auf.  Mit „18“ folgte eine weitere Instrumental Veröffentlichung, bevor er auf der EP Ward 8 im Herbst 2016 das erste Mal als Sänger und Songwriter auftritt. Von 2017 bis 2019 erschien die Trilogie Antisocial (2017), Intelligence (2018) und The intelligence of an antisocial (2019) auf dem Label TSKR.
2018 war er als Supportact mit JMSN, Ahzumjot, Sampa the Great und Kelvyn Colt auf Tour und spielte im Sommer auf einigen Festivals wie dem Splash-Festival, Juicy Beats, MS Dockville, Summerjam und Reeperbahn Festival. Im Jahr 2019 hat der Musiker eine Tournee als Headliner in 7 Shows in Deutschland absolviert.
2023 war er als Voract auf der Tour von Nina Chuba dabei.

## Diskografie
EPs
- 2015: Beats x Beer x Green
- 2016: 18
- 2016: Ward 8
- 2017: Antisocial
- 2018: Intelligence
- 2018: UNTITLED NO.1
- 2019: The intelligence of an antisocial
- 2019: UNTITLED NO.2
- 2019: UNTITLED NO.3
- 2019: For better or worse
- 2021: LVE
- 2023: Borderline Legal

Als Produzent und Gastmusiker
- 2016: Kex Kuhl – Ausgehen (Produktion)
- 2017: Razz – Another Heart / Another Mind (NUGAT Remix)
- 2018: Kex Kuhl – Stokkholm (Songwriting)